# Gehyra vorax
Espèce
Gehyra vorax est une espèce de geckos de la famille des Gekkonidae.

## Répartition
Cette espèce se rencontre en Nouvelle-Guinée occidentale, en Papouasie-Nouvelle-Guinée, aux Fidji, aux Tonga et dans les îles de la Société.
Sa présence en Nouvelle-Calédonie est incertaine.

## Description
Ce gecko a un aspect très massif. La couleur de base est un brun sombre avec des irrégularités de couleurs. La peau a également un aspect irrégulier. Le dessous du corps est blanc-beige. Les pattes sont très épaisses, avec des griffes longues et des doigts très larges.

## Publication originale
- Girard, 1858 "1857" : Descriptions of some new Reptiles, collected by the US. Exploring Expedition under the command of Capt. Charles Wilkes, U.S.N. Third Part. Proceedings of the Academy of Natural Sciences of Philadelphia, vol. 9, p. 181-182 (texte intégral).